# Internet industrial de les coses
Approximate correspondence between levels in the Purdue model and the basic structure of the IoTL'IIoT està habilitat per tecnologies com la ciberseguretat, la computació en núvol, la computació perimetral, les tecnologies mòbils, la interacció màquina-màquina, la impressió 3D, la robòtica avançada, el big data, la Internet de les coses, la tecnologia RFID i la computació cognitiva. A continuació es descriuen cinc de les més importants:

## Visió general
L'IIoT està habilitat per tecnologies com la ciberseguretat, la computació en núvol, la computació perimetral, les tecnologies mòbils, la interacció màquina-màquina, la impressió 3D, la robòtica avançada, el big data, la Internet de les coses, la tecnologia RFID i la computació cognitiva. A continuació es descriuen cinc de les més importants:
- Sistemes ciberfísics (CPS): la plataforma tecnològica bàsica per a la IoT i l'IIoT i, per tant, el principal facilitador per connectar màquines físiques que abans estaven desconnectades. El CPS integra la dinàmica del procés físic amb la del programari i la comunicació, proporcionant abstraccions i tècniques de modelització, disseny i anàlisi.[5]
- Computació en núvol: Amb la computació en núvol, els serveis i recursos de TI es poden carregar i recuperar des d'Internet en lloc d'una connexió directa a un servidor. Els fitxers es poden guardar en sistemes d'emmagatzematge basats en el núvol en lloc de dispositius d'emmagatzematge locals.
- Computació perimetral: un paradigma de computació distribuïda que acosta l'emmagatzematge de dades informàtiques a la ubicació on es necessita.[6] A diferència de la computació en núvol, la computació perimetral es refereix al processament descentralitzat de dades a la vora de la xarxa.[7] L'internet industrial requereix més una arquitectura de núvol i tecnologia perifèrica que una basada en un núvol purament centralitzat; per tal de transformar la productivitat, els productes i els serveis en el món industrial.[8]
- Anàlisi de big data: L'anàlisi de big data és el procés d'examinar conjunts de dades grans i variats, o big data.
- Intel·ligència artificial i aprenentatge automàtic: La intel·ligència artificial (IA) és un camp dins de la informàtica en què es creen màquines intel·ligents que funcionen i reaccionen com els humans. L'aprenentatge automàtic és una part fonamental de la IA, que permet al programari predir amb més precisió els resultats sense haver de ser programat explícitament. També és possible combinar la intel·ligència artificial amb la computació perimetral per tal de proporcionar solucions d'intel·ligència perimetral industrial.  Hi ha molts casos d'ús que utilitzen la IA amb IIoT, per anomenar-ne alguns: monitorització de condicions i manteniment predictiu,[9] optimització de processos,[10] aprenentatge federat[11]...

### Arquitectura
Els sistemes IIoT solen concebre's com una arquitectura modular en capes de tecnologia digital. La capa de dispositiu fa referència als components físics: CPS, sensors o màquines. La capa de xarxa consisteix en busos de xarxa físics, computació en núvol i protocols de comunicació que agreguen i transporten les dades a la capa de serveis, que consisteix en aplicacions que manipulen i combinen dades en informació que es pot mostrar al tauler de control del controlador. L'estrat superior de la pila és la capa de contingut o la interfície d'usuari.
Arquitectura modular en capes a l'IIoT
| Capa de contingut  | Dispositius d'interfície d'usuari (per exemple, pantalles d'ordinador, estacions de venda de productes, tauletes, ulleres intel·ligents, superfícies intel·ligents) |
| Capa de servei     | Aplicacions, programari per analitzar dades i transformar-les en informació accionable                                                                              |
| capa de xarxa      | Protocols de comunicacions, Wi-Fi, Bluetooth, LoRa, cel·lular |
| Capa de dispositiu | Maquinari: CPS, màquines, sensors |

## Història
La història de l'IIoT comença amb la invenció del controlador lògic programable (PLC) per Richard E. Morley el 1968, que va ser utilitzat per General Motors a la seva divisió de fabricació de transmissions automàtiques. Aquests PLC permetien un control precís de cada element de la cadena de fabricació. El 1975, Honeywell i Yokogawa van introduir els primers DCS del món, el TDC 2000 i el sistema CENTUM, respectivament. Aquests DCS van ser el següent pas per permetre un control de processos flexible a tota una planta, amb el benefici afegit de les redundàncies de reserva mitjançant la distribució del control a tot el sistema, eliminant un únic punt de fallada en una sala de control central.
Amb la introducció d'Ethernet el 1980, la gent va començar a explorar el concepte d'una xarxa de dispositius intel·ligents ja el 1982, quan una màquina de Coca-Cola modificada a la Universitat Carnegie Mellon es va convertir en el primer aparell connectat a Internet, capaç d'informar del seu inventari i si les begudes recentment carregades eren fredes. Ja el 1994 es van preveure aplicacions industrials més àmplies, tal com va descriure Reza Raji a IEEE Spectrum com "[moure] petits paquets de dades a un gran conjunt de nodes, per tal d'integrar i automatitzar-ho tot, des dels electrodomèstics fins a fàbriques senceres".
El concepte d'Internet de les coses es va popularitzar per primera vegada el 1999, a través de l'Auto-ID Center del MIT i publicacions d'anàlisi de mercat relacionades. La identificació per radiofreqüència (RFID) va ser vista per Kevin Ashton (un dels fundadors de l'Auto-ID Center original) com un requisit previ per a la Internet de les coses en aquell moment. Si tots els objectes i persones de la vida quotidiana estiguessin equipats amb identificadors, els ordinadors podrien gestionar-los i inventariar-los.  A més de l'ús de la RFID, l'etiquetatge de coses es pot aconseguir mitjançant tecnologies com la comunicació de camp proper, codis de barres, codis QR i marques d'aigua digitals.
La concepció actual de l'IIoT va sorgir després de l'aparició de la tecnologia del núvol el 2002, que permet l'emmagatzematge de dades per examinar-ne les tendències històriques, i el desenvolupament del protocol OPC Unified Architecture el 2006, que va permetre comunicacions remotes i segures entre dispositius, programes i fonts de dades sense necessitat d'intervenció humana ni interfícies.
Una de les primeres conseqüències d'implementar l'internet industrial de les coses (equipant els objectes amb dispositius d'identificació minúsculs o identificadors llegibles per màquina) seria crear un control d'inventari instantani i incessant. Un altre avantatge d'implementar un sistema IIoT és la capacitat de crear un bessó digital del sistema. L'ús d'aquest bessó digital permet una major optimització del sistema, ja que permet experimentar amb noves dades del núvol sense haver d'aturar la producció ni sacrificar la seguretat, ja que els nous processos es poden refinar virtualment fins que estiguin llestos per ser implementats. Un bessó digital també pot servir com a camp de formació per a nous empleats, que no hauran de preocupar-se pels impactes reals en el sistema en directe.

## Estàndards i marcs
Els marcs de treball de la IoT ajuden a donar suport a la interacció entre "coses" i permeten estructures més complexes com la computació distribuïda i el desenvolupament d'aplicacions distribuïdes.
- IBM ha anunciat IoT cognitiu, que combina la IoT tradicional amb la intel·ligència artificial i l'aprenentatge, la informació contextual, els models específics de la indústria i el processament del llenguatge natural.
- La Fundació d'Estàndards XMPP (XSF) està creant un marc de treball anomenat Chatty Things, que és un estàndard totalment obert i independent del proveïdor que utilitza XMPP per proporcionar una infraestructura distribuïda, escalable i segura.[25]
- REST és una arquitectura escalable que permet que les coses es comuniquin a través del protocol de transferència d'hipertext i s'adopta fàcilment per a aplicacions d'IoT per proporcionar comunicació des d'una cosa a un servidor web central.[26]
- MQTT és una arquitectura de publicació-subscripció sobre TCP/IP que permet la comunicació bidireccional entre un objecte i un broker MQTT.[27]
- Node-RED és un programari de codi obert dissenyat per IBM per connectar API, maquinari i serveis en línia.
- OPC és una sèrie d'estàndards dissenyats per la Fundació OPC per connectar sistemes informàtics a dispositius automatitzats.
- Servei de distribució de dades (DDS) d'OMG: és un estàndard internacional obert de middleware que aborda directament les comunicacions de publicació-subscripció per a sistemes en temps real i integrats.[28][29]
- L'arquitectura de referència d'Internet Industrial (IIRA) de l'Industrial Internet Consortium (IIC) i la Indústria 4.0 alemanya són esforços independents per crear un estàndard definit per a les instal·lacions habilitades per a IIoT.

## Aplicació i indústries
El terme internet industrial de les coses es troba sovint en les indústries manufactureres, referint-se al subconjunt industrial de la IoT. Els possibles beneficis de l'internet industrial de les coses inclouen la millora de la productivitat, l'analítica i la transformació del lloc de treball. Es preveu que el potencial de creixement mitjançant la implementació de l'IIoT generarà 15 bilions de dòlars del PIB mundial el 2030.
Si bé la connectivitat i l'adquisició de dades són imprescindibles per a l'IIoT, no són els objectius finals, sinó la base i el camí cap a alguna cosa més gran. De totes les tecnologies, el manteniment predictiu és una aplicació "més fàcil", ja que és aplicable als actius i sistemes de gestió existents. Els sistemes de manteniment intel·ligents poden reduir el temps d'inactivitat inesperat i augmentar la productivitat, cosa que es preveu que estalviarà fins a un 12% respecte a les reparacions programades, reduirà els costos generals de manteniment fins a un 30% i eliminarà les avaries fins a un 70%, segons alguns estudis. Els sistemes ciberfísics (CPS) són la tecnologia central del big data industrial i seran una interfície entre el món humà i el cibermón.
La integració de sistemes de detecció i actuació connectats a Internet pot optimitzar el consum d'energia en conjunt. Es preveu que els dispositius IoT s'integrin en totes les formes de dispositius que consumeixen energia (interruptors, endolls, bombetes, televisors, etc.) i puguin comunicar-se amb la companyia subministradora per tal d'equilibrar eficaçment la generació i el consum d'energia. A més de la gestió energètica a la llar, l'IIoT és especialment rellevant per a la xarxa intel·ligent, ja que proporciona sistemes per recopilar i actuar sobre informació relacionada amb l'energia de manera automatitzada amb l'objectiu de millorar l'eficiència, la fiabilitat, l'economia i la sostenibilitat de la producció i distribució d'electricitat. Mitjançant dispositius d'infraestructura de mesurament avançada (AMI) connectats a la xarxa troncal d'Internet, les companyies elèctriques no només poden recopilar dades de les connexions dels usuaris finals, sinó també gestionar altres dispositius d'automatització de la distribució com ara transformadors i reconnectadors.
A partir del 2016, altres aplicacions del món real inclouen la incorporació de LED intel·ligents per dirigir els compradors a places d'aparcament buides o ressaltar patrons de trànsit canviants, l'ús de sensors en purificadors d'aigua per alertar els gerents a través d'un ordinador o telèfon intel·ligent quan cal substituir les peces, la fixació d'etiquetes RFID a equips de seguretat per fer un seguiment del personal i garantir la seva seguretat, la integració d'ordinadors a eines elèctriques per registrar i fer un seguiment del nivell de parell d'apretament individual i la recopilació de dades de múltiples sistemes per permetre la simulació de nous processos.

### indústria de l'automoció
L'ús de l'IIoT en la fabricació d'automòbils implica la digitalització de tots els elements de la producció. El programari, les màquines i els humans estan interconnectats, cosa que permet als proveïdors i fabricants respondre ràpidament als estàndards canviants. L'IIoT permet una producció eficient i rendible movent les dades dels clients als sistemes de l'empresa i, després, a seccions individuals del procés de producció. Amb l'IIoT, es poden incloure noves eines i funcionalitats en el procés de fabricació. Per exemple, les impressores 3D simplifiquen la manera de donar forma a les eines de premsat imprimint la forma directament a partir de granulat d'acer.  Aquestes eines permeten noves possibilitats de disseny (amb alta precisió). La personalització dels vehicles també es fa possible gràcies a l'IIoT gràcies a la modularitat i la connectivitat d'aquesta tecnologia.  Mentre que abans treballaven per separat, ara l'IIoT permet que els humans i els robots cooperin.  Els robots assumeixen activitats pesades i repetitives, de manera que els cicles de fabricació són més ràpids i el vehicle arriba al mercat més ràpidament. Les fàbriques poden identificar ràpidament possibles problemes de manteniment abans que provoquin temps d'inactivitat i moltes d'elles s'estan traslladant a una planta de producció de 24 hores, a causa d'una major seguretat i eficiència.  La majoria de les empreses fabricants d'automòbils tenen plantes de producció en diferents països, on es construeixen diferents components del mateix vehicle. L'IIoT permet connectar aquestes plantes de producció entre si, creant la possibilitat de moure's dins de les instal·lacions. El big data es pot monitorar visualment, cosa que permet a les empreses respondre més ràpidament a les fluctuacions de la producció i la demanda.

### Indústria del petroli i el gas
Amb el suport d'IIOT, els equips de perforació i les estacions de recerca poden emmagatzemar i enviar grans quantitats de dades en brut per a l'emmagatzematge i l'anàlisi al núvol. Amb les tecnologies IIOT, la indústria del petroli i el gas té la capacitat de connectar màquines, dispositius, sensors i persones a través de la interconnectivitat, cosa que pot ajudar les empreses a abordar millor les fluctuacions de la demanda i els preus, abordar la ciberseguretat i minimitzar l'impacte ambiental.

### Indústria agrícola
En la indústria agrícola, l'IIoT ajuda els agricultors a prendre decisions sobre quan collir. Els sensors recopilen dades sobre les condicions del sòl i del temps i proposen programes per fertilitzar i regar. Algunes granges ramaderes implanten microxips als animals. Això permet als agricultors no només rastrejar els seus animals, sinó també obtenir informació sobre el llinatge, el pes o la salut.

## Seguretat
A mesura que l'IIoT s'expandeix, sorgeixen noves preocupacions de seguretat. Cada dispositiu o component nou que es connecta a l'IIoT pot convertir-se en una responsabilitat potencial. Gartner calcula que, el 2020, més del 25% dels atacs reconeguts a empreses implicaran sistemes connectats a la IoT, tot i que representen menys del 10% dels pressupostos de seguretat informàtica. Les mesures de ciberseguretat existents són molt inferiors per als dispositius connectats a Internet en comparació amb els seus equivalents informàtics tradicionals, cosa que pot permetre que siguin segrestats per atacs basats en DDoS per botnets com Mirai. Una altra possibilitat és la infecció de controladors industrials connectats a Internet, com en el cas de Stuxnet, sense necessitat d'accés físic al sistema per propagar el cuc.
A més, els dispositius habilitats per a IIoT poden permetre formes més "tradicionals" de ciberdelinqüència, com en el cas de la filtració de dades de Target del 2013, on es va robar informació després que els pirates informàtics obtinguessin accés a les xarxes de Target mitjançant credencials robades a un proveïdor extern de climatització. La indústria farmacèutica ha trigat a adoptar els avenços de l'IIoT a causa de preocupacions de seguretat com aquestes. Una de les dificultats per proporcionar solucions de seguretat en aplicacions IIoT és la naturalesa fragmentada del maquinari. En conseqüència, les arquitectures de seguretat s'estan orientant cap a dissenys basats en programari o independents del dispositiu.